# Trnovec (Metlika, Slovenija)
Trnovec je naselje u slovenskoj Općini Metliki. Trnovec se nalazi u pokrajini Dolenjskoj i statističkoj regiji Jugoistočnoj Sloveniji. 

## Stanovništvo
Prema popisu stanovništva iz 2002. godine naselje je imalo 97 stanovnika.